# Junji Koizumi
Junji Koizumi (小泉 淳嗣, Koizumi Junji) est un footballeur japonais né le 11 janvier 1968 dans la préfecture de Tochigi au Japon.